# كريستيان باسو
كريستيان باسو (بالإسبانية: Christian Basso)‏ هو ملحن وكاتب أغاني وموسيقي أرجنتيني، ولد في 27 سبتمبر 1966.

## وصلات خارجية
- الموقع الرسمي
- كريستيان باسو على موقع IMDb (الإنجليزية)
- كريستيان باسو على موقع ميوزك برينز (الإنجليزية)
- كريستيان باسو على موقع ديسكوغز (الإنجليزية)
- كريستيان باسو على موقع قاعدة بيانات الفيلم (الإنجليزية)